# South Kingstown
South Kingstown es un municipio situado en el condado de Washington, Rhode Island, Estados Unidos. Tiene una población estimada, a mediados de 2022, de 32 056 habitantes.

## Geografía
El municipio está ubicado en las coordenadas 41°24′39″N 71°32′51″O / 41.41083, -71.54750 (41.410847, -71.547469). Según la Oficina del Censo, tiene una superficie total de 206.4 km², de los cuales 146.0 km² corresponden a tierra firme y 60.4 km² están cubiertos de agua.

## Localidades
Las principales localidades del municipio son:
- Kingston
- Peace Dale
- Wakefield (sede)
- West Kingston

## Demografía
Según la estimación 2018-2022 de la Oficina del Censo, los ingresos medios de los hogares son de $108,474 y los ingresos medios de las familias son de $119,705. Los ingresos per cápita en los últimos doce meses, medidos en dólares de 2022, son de $46,636. Alrededor del 6.0% de la población está por debajo de la línea de pobreza.